# Claire Kerrane

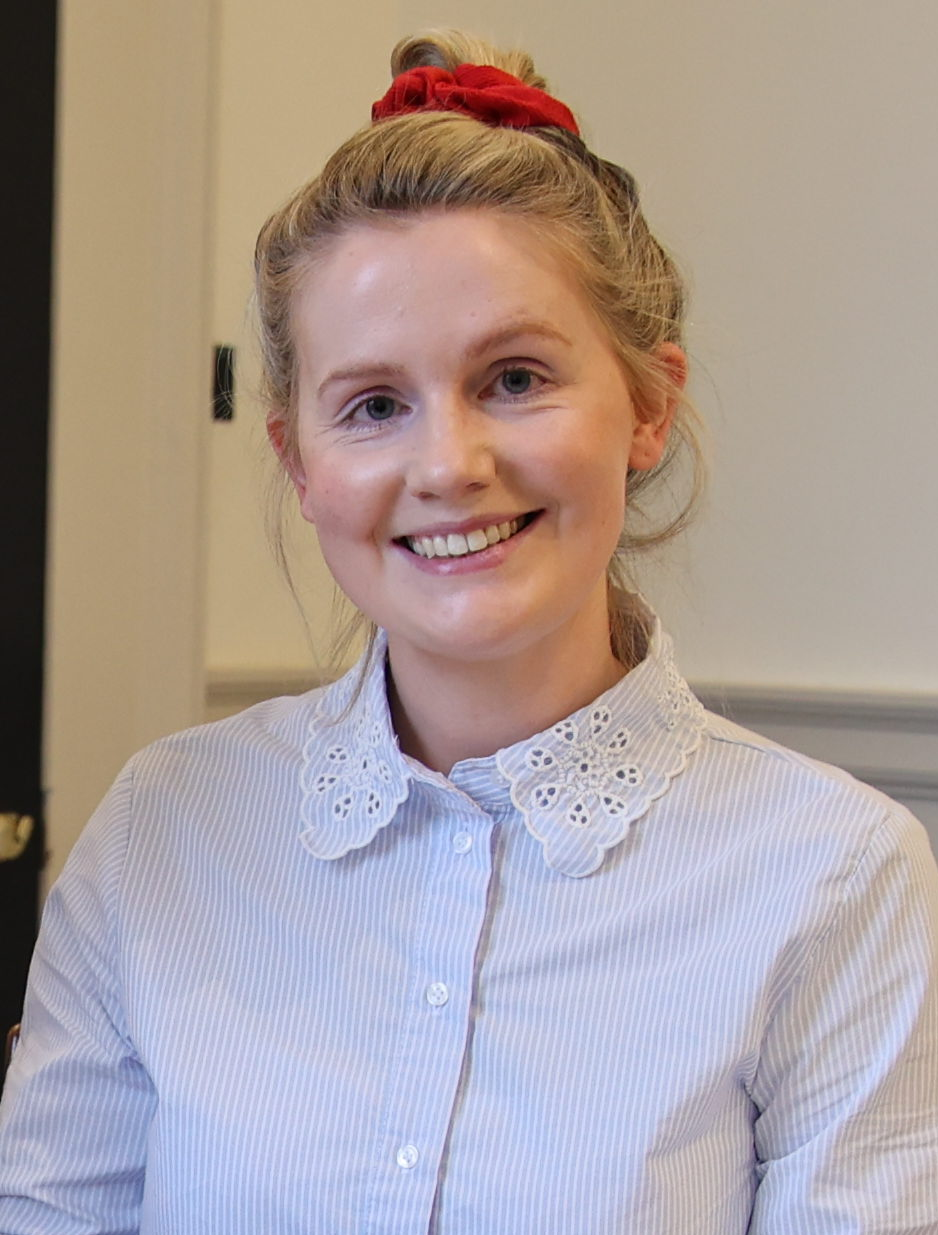
Claire Kerrane (2024)

Claire Kerrane (* 24. April 1992 in Frenchpark, County Roscommon, Irland) ist eine irische Politikerin, die seit 2020 Abgeordnete im Dáil Éireann für die Sinn Féin ist.

## Leben
Kerrane wuchs auf einem Bauernhof in Tibohine auf. 2016 wurde sie Lehrerin an einer weiterführenden Schule. Bei den Wahlen zum Dáil Éireann 2016 versuchte sie erstmals, allerdings ohne Erfolg, im Wahlkreis Roscommon –Galway gewählt zu werden. Bei den 2020 konnte sie dann in den Dáil Éireann einziehen und ihren Sitz 2024 verteidigen.